# Badminton-Mannschaftsasienmeisterschaft 2016
Bei der Badminton-Mannschaftsasienmeisterschaft 2016 wurden die asiatischen Mannschaftstitelträger bei den Damen- und Herrenteams ermittelt. Die Titelkämpfe fanden vom 15. bis zum 21. Februar 2016 in Hyderabad statt. Die Meisterschaft war gleichzeitig Qualifikationsturnier für den Thomas Cup 2016 und den Uber Cup 2016.

## Medaillengewinner
| Disziplin  | Gold | Silber | Bronze |
| ---------- | --- | --- | --- |
| Herrenteam | Indonesien Angga Pratama Anthony Ginting Berry Angriawan Hendra Setiawan Ihsan Maulana Mustofa Jonatan Christie Mohammad Ahsan Ricky Karanda Suwardi Rian Agung Saputro Tommy Sugiarto | Japan Hiroyuki Endo Hiroyuki Saeki Keigo Sonoda Kenichi Hayakawa Kenta Nishimoto Kento Momota Ryota Taohata Sho Sasaki Takeshi Kamura Takuma Ueda   | Südkorea Choi Sol-gyu Heo Kwang-hee Jeon Hyeok-jin Kim Gi-jung Kim Jae-hwan Kim Sa-rang Ko Sung-hyun Lee Dong-keun Shin Baek-cheol Son Wan-ho                                                                                   |
| Herrenteam | Indonesien Angga Pratama Anthony Ginting Berry Angriawan Hendra Setiawan Ihsan Maulana Mustofa Jonatan Christie Mohammad Ahsan Ricky Karanda Suwardi Rian Agung Saputro Tommy Sugiarto | Japan Hiroyuki Endo Hiroyuki Saeki Keigo Sonoda Kenichi Hayakawa Kenta Nishimoto Kento Momota Ryota Taohata Sho Sasaki Takeshi Kamura Takuma Ueda   | Indien Ajay Jayaram Akshay Dewalkar Chirag Shetty Manu Attri Pranav Chopra H. S. Prannoy Sai Praneeth Bhamidipati Satwiksairaj Rankireddy Srikanth Kidambi B. Sumeeth Reddy                                                     |
| Damenteam  | Volksrepublik China Chen Yufei He Bingjiao Luo Ying Luo Yu Sun Yu Tang Yuanting Tian Qing Wang Shixian Yu Yang Zhao Yunlei                                                             | Japan Ayaka Takahashi Kurumi Yonao Mami Naito Minatsu Mitani Misaki Matsutomo Naoko Fukuman Nozomi Okuhara Sayaka Sato Shizuka Matsuo Yui Hashimoto | Südkorea Bae Yeon-ju Chang Ye-na Ko A-ra Jung Kyung-eun Kim Hyo-min Lee Jang-mi Lee So-hee Shin Seung-chan Sung Ji-hyun Yoo Hae-won                                                                                             |
| Damenteam  | Volksrepublik China Chen Yufei He Bingjiao Luo Ying Luo Yu Sun Yu Tang Yuanting Tian Qing Wang Shixian Yu Yang Zhao Yunlei                                                             | Japan Ayaka Takahashi Kurumi Yonao Mami Naito Minatsu Mitani Misaki Matsutomo Naoko Fukuman Nozomi Okuhara Sayaka Sato Shizuka Matsuo Yui Hashimoto | Thailand Busanan Ongbumrungpan Chayanit Chaladchalam Jongkolphan Kititharakul Phataimas Muenwong Pornpawee Chochuwong Porntip Buranaprasertsuk Puttita Supajirakul Ratchanok Intanon Rawinda Prajongjai Sapsiree Taerattanachai |

## Herrenteam

### Gruppenphase

#### Gruppe A
| Platz | Team                | Pld | W | L | MF | MA | MD | GF | GA | GD  | PF  | PA  | PD  | Pts | Qualifikation |
| ----- | ------------------- | --- | - | - | -- | -- | -- | -- | -- | --- | --- | --- | --- | --- | ------------- |
| 1     | Indien              | 2   | 2 | 0 | 8  | 2  | +6 | 16 | 6  | +10 | 423 | 353 | +70 | 2   | Q             |
| 2     | Volksrepublik China | 2   | 1 | 1 | 5  | 5  | 0  | 12 | 11 | +1  | 417 | 405 | +12 | 1   | Q             |
| 3     | Singapur            | 2   | 0 | 2 | 2  | 8  | −6 | 6  | 17 | −11 | 361 | 443 | −82 | 0   |               |

- China gegen Singapur

- Indien gegen Singapur

- China gegen Indien

#### Gruppe B
| Platz | Team      | Pld | W | L | MF | MA | MD  | GF | GA | GD  | PF  | PA  | PD   | Pts | Qualifikation |
| ----- | --------- | --- | - | - | -- | -- | --- | -- | -- | --- | --- | --- | ---- | --- | ------------- |
| 1     | Japan     | 3   | 3 | 0 | 14 | 1  | +13 | 29 | 3  | +26 | 655 | 395 | +260 | 3   | Q             |
| 2     | Malaysia  | 3   | 2 | 1 | 10 | 5  | +5  | 21 | 11 | +10 | 594 | 434 | +160 | 2   | Q             |
| 3     | Sri Lanka | 3   | 1 | 2 | 6  | 9  | −3  | 12 | 19 | −7  | 460 | 563 | −103 | 1   |               |
| 4     | Nepal     | 3   | 0 | 3 | 0  | 15 | −15 | 1  | 30 | −29 | 332 | 649 | −317 | 0   |               |

- Malaysia gegen Sri Lanka

- Japan gegen Nepal

- Japan gegen Sri Lanka

- Malaysia gegen Nepal

- Sri Lanka gegen Nepal

- Japan gegen Malaysia

#### Gruppe C
| Platz | Team              | Pld | W | L | MF | MA | MD  | GF | GA | GD  | PF  | PA  | PD   | Pts | Qualifikation |
| ----- | ----------------- | --- | - | - | -- | -- | --- | -- | -- | --- | --- | --- | ---- | --- | ------------- |
| 1     | Indonesien        | 3   | 3 | 0 | 12 | 3  | +9  | 25 | 10 | +15 | 685 | 506 | +179 | 3   | Q             |
| 2     | Chinesisch Taipeh | 3   | 2 | 1 | 11 | 4  | +7  | 24 | 9  | +15 | 645 | 504 | +141 | 2   | Q             |
| 3     | Thailand          | 3   | 1 | 2 | 7  | 8  | −1  | 18 | 18 | 0   | 660 | 549 | +111 | 1   |               |
| 4     | Malediven         | 3   | 0 | 3 | 0  | 15 | −15 | 0  | 30 | −30 | 199 | 630 | −431 | 0   |               |

- Indonesien gegen Malediven

- Taiwan gegen Thailand

- Taiwan gegen Malediven

- Indonesien gegen Thailand

- Indonesien gegen Taiwan

- Thailand gegen Malediven

#### Gruppe D
| Platz | Team        | Pld | W | L | MF | MA | MD | GF | GA | GD  | PF  | PA  | PD   | Pts | Qualifikation |
| ----- | ----------- | --- | - | - | -- | -- | -- | -- | -- | --- | --- | --- | ---- | --- | ------------- |
| 1     | Südkorea    | 2   | 2 | 0 | 8  | 2  | +6 | 18 | 6  | +12 | 473 | 309 | +164 | 2   | Q             |
| 2     | Hongkong    | 2   | 1 | 1 | 6  | 4  | +2 | 13 | 11 | +2  | 392 | 425 | −33  | 1   | Q             |
| 3     | Philippinen | 2   | 0 | 2 | 1  | 9  | −8 | 4  | 18 | −14 | 315 | 446 | −131 | 0   |               |

- Südkorea gegen Philippinen

- Hongkong gegen Philippinen

- Südkorea gegen Hongkong

### Endrunde
|  | Viertelfinale       | Viertelfinale |  |  | Halbfinale  | Halbfinale  |   |  | Finale | Finale |
|  |                     |               |  |  |             |             |   |  |        |        |
|  | 19. Februar         |               |  |  |             |             |   |  |        |        |
|  | Südkorea            | 3             |  |  | 20. Februar | 20. Februar |   |  |        |        |
|  | Volksrepublik China | 0             |  |  | Südkorea    | 0           |   |  |        |        |
|  | 19. Februar         | 19. Februar   |  |  | Japan       | 3           |   |  |        |        |
|  | Japan               | 3             |  |  | 21. Februar | 21. Februar |   |  |        |        |
|  | Chinesisch Taipeh   | 0             |  |  | Japan       | 2           |   |  |        |        |
|  | 19. Februar         | 19. Februar   |  |  |             | Indonesien  | 3 |  |        |        |
|  | Malaysia            | 2             |  |  | 20. Februar | 20. Februar |   |  |        |        |
|  | Indien              | 3             |  |  | Indien      | 1           |   |  |        |        |
|  | 19. Februar         | 19. Februar   |  |  | Indonesien  | 3           |   |  |        |        |
|  | Hongkong            | 0             |  |  |             |             |   |  |        |        |
|  | Indonesien          | 3             |  |  |             |             |   |  |        |        |

## Damenteam

### Gruppenphase

#### Gruppe A
| Platz | Team                | Pld | W | L | MF | MA | MD | GF | GA | GD  | PF  | PA  | PD   | Pts | Qualifikation |
| ----- | ------------------- | --- | - | - | -- | -- | -- | -- | -- | --- | --- | --- | ---- | --- | ------------- |
| 1     | Volksrepublik China | 2   | 2 | 0 | 9  | 1  | +8 | 18 | 2  | +16 | 407 | 264 | +143 | 2   | Q             |
| 2     | Malaysia            | 2   | 1 | 1 | 4  | 6  | −2 | 9  | 13 | −4  | 349 | 402 | −53  | 1   | Q             |
| 3     | Hongkong            | 2   | 0 | 2 | 2  | 8  | −6 | 5  | 17 | −12 | 341 | 431 | −90  | 0   |               |

- China gegen Hongkong

- Malaysia gegen Hongkong

- China gegen Malaysia

#### Gruppe B
| Platz | Team              | Pld | W | L | MF | MA | MD | GF | GA | GD  | PF  | PA  | PD   | Pts | Qualifikation |
| ----- | ----------------- | --- | - | - | -- | -- | -- | -- | -- | --- | --- | --- | ---- | --- | ------------- |
| 1     | Thailand          | 2   | 2 | 0 | 9  | 1  | +8 | 18 | 3  | +15 | 436 | 270 | +166 | 2   | Q             |
| 2     | Chinesisch Taipeh | 2   | 1 | 1 | 5  | 5  | 0  | 12 | 10 | +2  | 399 | 396 | +3   | 1   | Q             |
| 3     | Sri Lanka         | 2   | 0 | 2 | 1  | 9  | −8 | 2  | 19 | −17 | 259 | 428 | −169 | 0   |               |

- Thailand gegen Sri Lanka

- Taiwan gegen Sri Lanka

- Thailand gegen Taiwan

#### Gruppe C
| Platz | Team       | Pld | W | L | MF | MA | MD  | GF | GA | GD  | PF  | PA  | PD   | Pts | Qualifikation |
| ----- | ---------- | --- | - | - | -- | -- | --- | -- | -- | --- | --- | --- | ---- | --- | ------------- |
| 1     | Südkorea   | 2   | 2 | 0 | 9  | 1  | +8  | 19 | 3  | +16 | 453 | 204 | +249 | 2   | Q             |
| 2     | Indonesien | 2   | 1 | 1 | 6  | 4  | +2  | 13 | 9  | +4  | 384 | 309 | +75  | 1   | Q             |
| 3     | Malediven  | 2   | 0 | 2 | 0  | 10 | −10 | 0  | 20 | −20 | 96  | 420 | −324 | 0   |               |

- Südkorea gegen Malediven

- Indonesien gegen Malediven

- Südkorea gegen Indonesien

#### Gruppe D
| Platz | Team     | Pld | W | L | MF | MA | MD  | GF | GA | GD  | PF  | PA  | PD   | Pts | Qualifikation |
| ----- | -------- | --- | - | - | -- | -- | --- | -- | -- | --- | --- | --- | ---- | --- | ------------- |
| 1     | Japan    | 2   | 2 | 0 | 10 | 0  | +10 | 20 | 4  | +16 | 502 | 384 | +118 | 2   | Q             |
| 2     | Indien   | 2   | 1 | 1 | 5  | 5  | 0   | 13 | 10 | +3  | 422 | 404 | +18  | 1   | Q             |
| 3     | Singapur | 2   | 0 | 2 | 0  | 10 | −10 | 1  | 20 | −19 | 304 | 440 | −136 | 0   |               |

- Japan gegen Singapur

- Indien gegen Singapur

- Japan gegen Indien

### Endrunde
|  | Viertelfinale       | Viertelfinale |  |  | Halbfinale          | Halbfinale  |   |  | Finale | Finale |
|  |                     |               |  |  |                     |             |   |  |        |        |
|  | 19. Februar         |               |  |  |                     |             |   |  |        |        |
|  | Volksrepublik China | 3             |  |  | 20. Februar         | 20. Februar |   |  |        |        |
|  | Indonesien          | 0             |  |  | Volksrepublik China | 3           |   |  |        |        |
|  | 19. Februar         | 19. Februar   |  |  | Südkorea            | 0           |   |  |        |        |
|  | Südkorea            | 3             |  |  | 21. Februar         | 21. Februar |   |  |        |        |
|  | Indien              | 0             |  |  | Volksrepublik China | 3           |   |  |        |        |
|  | 19. Februar         | 19. Februar   |  |  |                     | Japan       | 2 |  |        |        |
|  | Malaysia            | 0             |  |  | 20. Februar         | 20. Februar |   |  |        |        |
|  | Thailand            | 3             |  |  | Thailand            | 0           |   |  |        |        |
|  | 19. Februar         | 19. Februar   |  |  | Japan               | 3           |   |  |        |        |
|  | Chinesisch Taipeh   | 1             |  |  |                     |             |   |  |        |        |
|  | Japan               | 3             |  |  |                     |             |   |  |        |        |